# Lemon People
Lemon People (レモンピープル, Remon Pīpuru) foi uma revista de mangá lolicon e bishōjo para adultos publicada pela editora Amatriasha de fevereiro de 1982 a novembro de 1998 no Japão. Sua primeira edição continha algumas fotografias de gravure idols, mas o formato da revista rapidamente mudou para ser totalmente composto apenas por mangás a partir da oitava edição.
Lemon People foi uma das primeiras revistas lolicon, tendo sua primeira edição proclamado que "detinha o monopólio do conteúdo de quadrinhos lolicon em 1982". Naquela época, era a revista de mangá lolicon mais antiga do Japão, sendo esse recorde só ultrapassado pela Comic LO no final de 2010. A revista abordava diversos gêneros, como ficção científica, cyberpunk, ópera espacial, fantasia e terror. Além disso, muitas de suas histórias envolviam humor e paródia. Embora tenha enfrentado concorrência de outras revistas, como Manga Burikko, Manga Hot Milk, Melon Comic e Monthly Halflita, nenhuma delas conseguiu alcançar o mesmo sucesso que a Lemon People.
Antes da criação da revista Lemon People, os quadrinhos adultos costumavam ter uma abordagem mais dramática e séria. A Lemon People inovou no gênero ao introduzir um estilo de mangá mais adorável, frequentemente com histórias menos realistas. Considera-se que a Lemon People marcou o início da "new wave" de mangás lolicon. Nas décadas de 1980 e 1990, surgiu um movimento crescente no Japão para censurar revistas como a Lemon People, pois algumas pessoas as consideravam prejudiciais aos jovens.
Na década de 1990, as vendas da Lemon People começaram a cair, levando a revista a alterar seu formato para papel B5 e reduzir o preço da revista. No entanto, essa estratégia não se mostrou eficaz, e a edição de novembro de 1998 foi a última, encerrando um período de dezesseis anos e nove meses de revista.

## Principais artistas publicados
Muitos artistas de mangá publicaram trabalhos na Lemon People ao longo de seus quase dezessete anos. A seguir está uma lista de alguns deles:
- Shun Ajima
- Rei Aran
- Yoshito Asari
- Hideo Azuma
- Moriwo Chimi
- Clarissa
- Dragão
- FJ-3
- Fukuryū
- Ryu Hariken
- Toshihiro Hirano
- Ken Hirukogami
- Hiro Hoshiai
- Narumi Kakinouchi
- KAN2O
- Kobayashi Shōnen
- Meimu
- Hikaru Nagareboshi
- Fumio Nakajima (os OVAs de Lolita Anime foram baseados em seus trabalhos publicados na revista)
- Ochazukenori
- Makoto Orikura
- Ruria046

## Edições especiais
A partir da 29.ª edição da Lemon People, algumas edições temáticas especiais começaram a ser publicadas com pouca frequência, incluindo dois mooks coloridos para a série de anime Fight! Iczer One . Aqui está uma pequena lista de alguns deles:
- Bishōjo & Robot (美少女&ロボット, Bishōjo ando Robotto) (issue 29, science fiction, 15 May 1984)
- Bishōjo in Occult House (美少女inオカルト・ハウス, Bishōjo in Okaruto Hausu) (issue 35, horror, 15 October 1984)
- Lemon People Best Collection (レモンピープル/Best Collection, Remon Pīporu Besuto Korekushon) (issue 40, reprint collection of full color art and stories from past issues, 15 February 1985)
- Lemon People issues 61, 65, and 70 (1986–1987) are full color collections of original stories & art that deal with subjects like horror & fantasy.

## Curiosidades
Lolita Anime, notável por ser o primeiro OVA hentai, foi baseado em uma obra do autor Nakajima Fumio publicada na Lemon People.